# Абадија (Виченца)
Абадија (итал. Abbadia) је насеље у Италији у округу Виченца, региону Венето.
Према процени из 2011. у насељу је живело 26 становника. Насеље се налази на надморској висини од 41 м.